# Приходько Сергій Сергійович
Сергі́й Сергі́йович Прихо́дько (9 травня 1984, Ленінград) — російський футболіст, воротар.
Народився 9 травня 1984 року в Ленінграді, РРФСР.
Вихованець футбольних шкіл «Зеніт» і «Зміна» (Санкт-Петербург). Перший тренер — В'ячеслав Булавін. Грав в першому і другому дивізіонах чемпіонату Росії за «Зеніт-2» (Санкт-Петербург), «Сокіл» (Саратов) і «Шексну» (Череповець), дублюючі склади «Зеніта» і «Луча-Енергії» (Владивосток). Захищав кольори юнацької збірної Росії.
У «Чорноморці» з січня 2008 року. Поки що, за основний склад зіграв лише 5 хвилин 30 серпня 2008 року у матчі з сімферопольською «Таврією».

## Статистика виступів Україні
| Сезон     | Клуб                  | Ліга      | Чемпіонат | Чемпіонат | Кубок | Кубок |
| Сезон     | Клуб                  | Ліга      | Ігри      | Голи      | Ігри  | Голи  |
| --------- | --------------------- | --------- | --------- | --------- | ----- | ----- |
| 2007—2008 | «Чорноморець» (Одеса) | Вища ліга | 0         | 0         | 0     | 0     |
| 2008—2009 | «Чорноморець» (Одеса) | Вища ліга | 1         | 0         | 0     | 0     |
| 2009—2010 | «Чорноморець» (Одеса) | Вища ліга | 0         | 0         | 0     | 0     |